# Грубешів
Грубе́шів (пол. Hrubieszów, івр. הרוביישוב) — місто у східній Польщі, що лежить на річці Гучві, за 5 км від кордону з Україною. Адміністративний центр Грубешівського повіту Люблінського воєводства. На мапах XVII—XVIII ст. і до 1802 р. місто називалося Рубешів (Rubieszów). Упродовж століть був центром українського життя у південно-східній Холмщині.

## Історія

### В Давньоруський час
Те, що на острові, оточеному рукавами Гучви, існувало давньоруське місто, підтверджується також знахідками кераміки, датованої ІХ-ХІІ ст., зробленими поблизу церкви св. Миколая. Грубешів розташовувався в найбільш давньому домені Волинської землі – на території т.з. Червенських городів, імовірно, являючи собою поруч з розташованим кілька кілометрів на схід городищем Волинь, один з найважливіших пунктів на торговому шляху з Русі до Завихосту – так званої Лядської брами і далі до Кракова.

Ще більше значення Грубешів отримав після того, як у 1240 р. татари знищили городище Волинь.

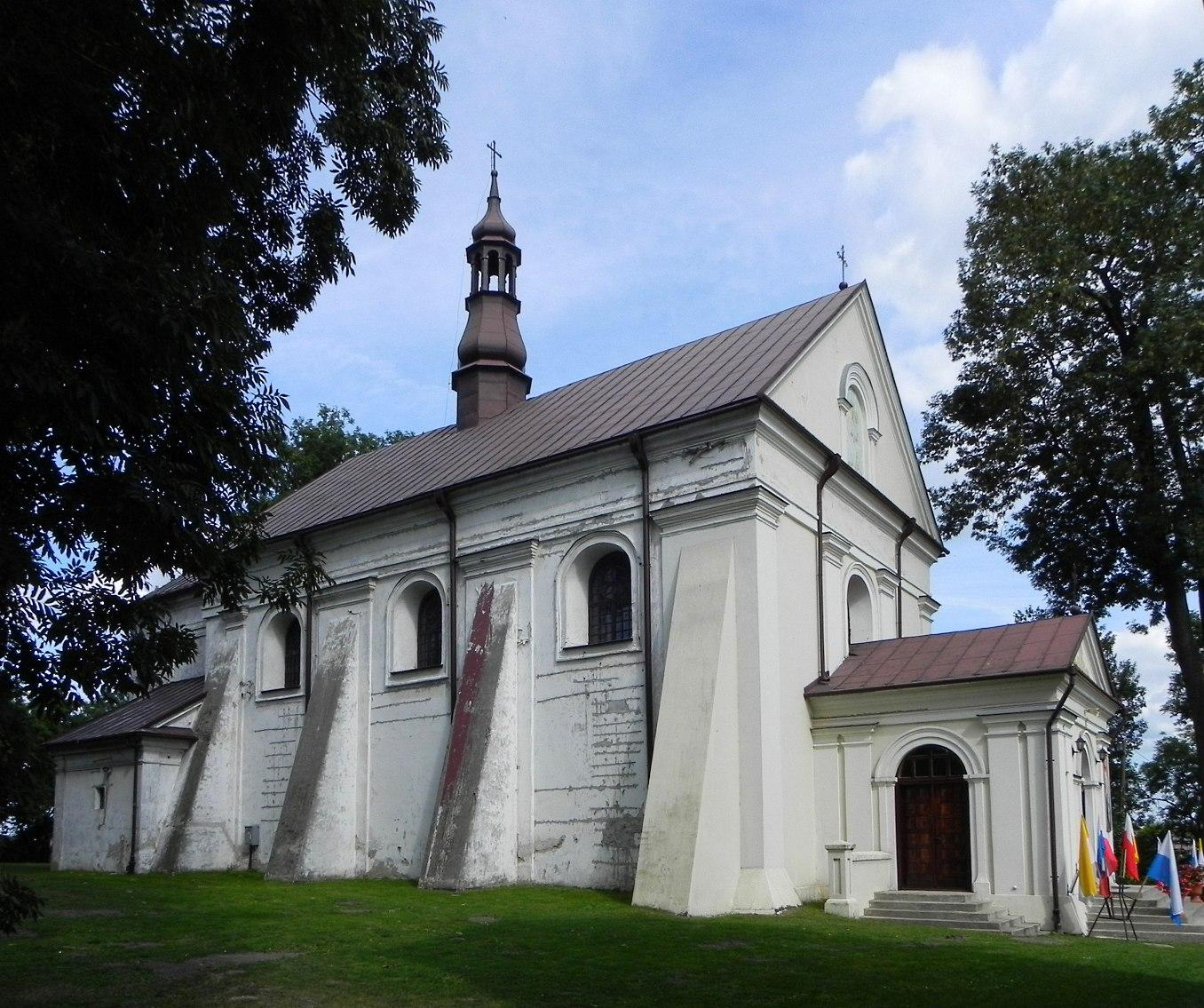
Греко-католицька церква св. Миколая (сучасний костел св. Станіслава Костки - санктуарій ікони Богородиці Сокальської) стоїть на імовірному місці даньорського городища в Грубешеві

Перша згадка про Грубешів із середини ХІІІ століття. У Галицько-Волинському літописі під датою 1255 р. з’являється спогад про князя Данила Романовича, який вполював у цих околицях багато кабанів і молився св. Миколі, напевне, у посвяченій йому церкві:
ѣдоущоу же емоу . до Гроубешева . и оуби вепревъ шесть . а самъ же оуби их̑ рогатиною . г҃ . а три . ѡтрочи его . и вдасть мѧса воемь на поуть . а самъ помоливсѧ ст҃моу Николѣ и реч̑ воемь своемь . аще сами боудоуть Татарове . да не внıдеть оужасъ во срд̑це ваше . ѡнем же рекшимъ . Бь҃ Г боуди помощникъ ти . створимъ повелѣнаӕ тоӕ .
[Переклад Л.Махновця]:
«Коли ж він їхав до [города] Грубешова, то убив шість вепрів: і сам ото він убив їх рогатиною три, а три — отроки його, і дав він м'яса воям на дорогу. Сам же він, помолившись святому Миколі, сказав воям своїм: „Якщо навіть будуть татари, хай не ввійде страх у серце ваше“. І вони сказали: „Бог нехай буде помічником тобі. Ми сповнимо повеління твоє“».
Імовірно, ця церква стояла на узвишші понад р. Гучвою, де в 1795-1828 рр. збудували греко-католицьку церкву св. Миколая (яка була певний час православною церквою, а наразі діє як костел св. Станіслава Костки). Тут зберігається вивезений із Сокаля спочатку до краківського костелу бернардинів образ Сокальської Богородиці.
Грубешів входив до складу Галицько-Волинської держави. Під пануванням галицько-волинських князів місто знаходилося до початку XIV ст. Остаточно Польща приєднала його в кінці XIV ст.

### В XV-поч. ХХ ст.
В 1400 р. Владислав Ягайло надав місту магдебурзьке право. Розвиток міста гальмували татарські напади, втім, завдяки прихильності польської влади та привілеям місто відроджувалося. Ян Длугош в своїх Хроніках називав Грубешів містом більш рухливим та багатолюдним за центр регіону – Холм.

На місці існуючого з XIII ст. городища неподалік сучасного двору Du Château було збудовано замок старости, який був досить репрезентативний, бо пам’ятає візити монархів. Тут неодноразово бував Владислав Ягайло. Під містечком відбулася вирішальна битва між ним та Свидригайлом, який претендував на Галичину та Поділля. Битва закінчилася поразкою Свидригайла. 1450 р. Казимир Ягеллончик, допомагаючи розвитку міста, наказав усім, хто мандрував з Русі в Малопольщу, Сілезію чи Великопольщу вибирати дорогу через Грубешів.

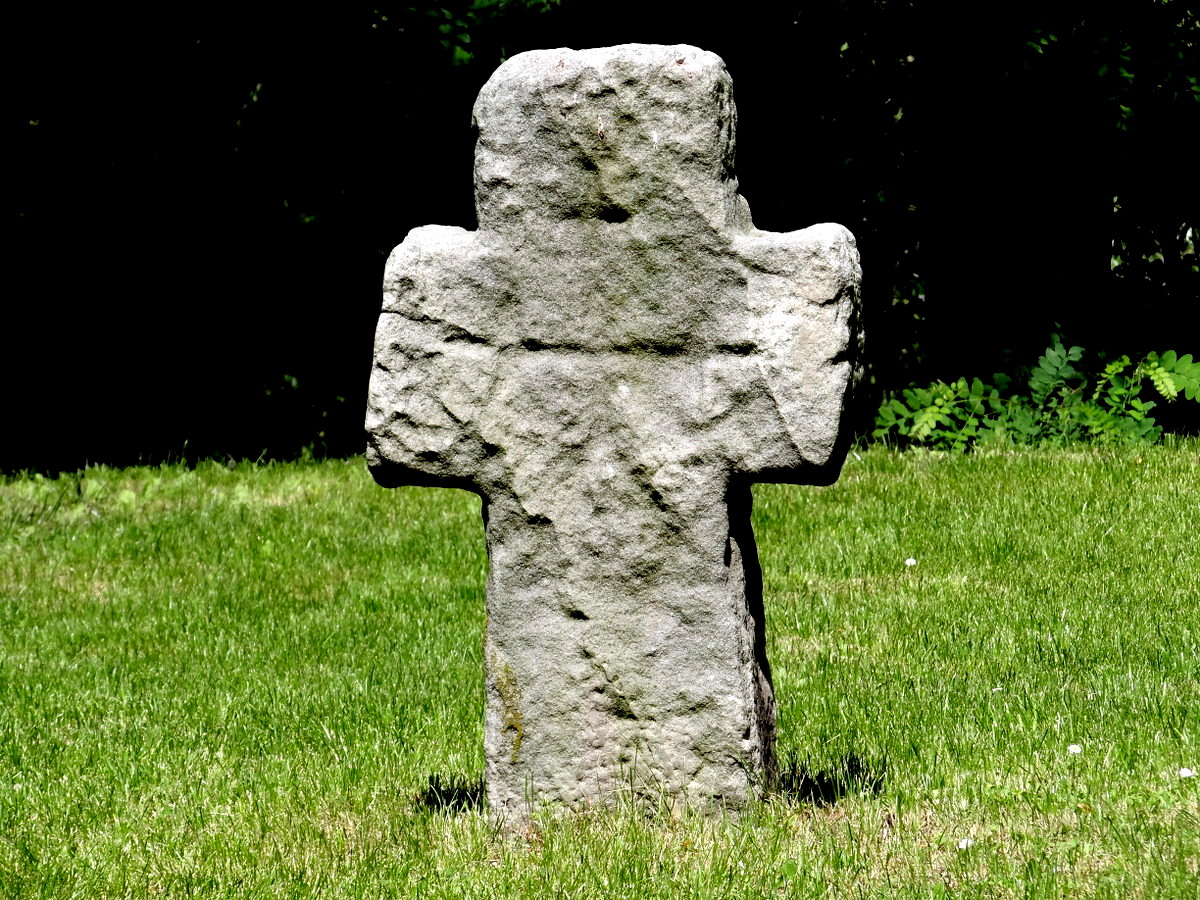
Хрест поблизу церкви св. Миколая, XVIII ст.

У XVII ст. в містечку існували три церкви та три костели. Замок був оточений валами та ровами та мав дві брами. Староство Грубешівське було ласим шматочком для шляхтичів. 1588 р. його прийняв майбутній польський полководець Станіслав Жолкевський. По Жолкевському Грубешевом володів Владислав IV Ваза. Під час підготовки війни з Туреччиною тут було накопичено значні сили, що вичерпало ресурси міста. Хвиля визвольної війни Б. Хмельницького докотилася до Грубешева, зважаючи на що був дощенту зруйновний грубешівський замок.
Потім місто палили шведи і війська Юрія Ракоці (разом з корпусом київського полковника Антона Ждановича) під час потопу. Після захоплення Кам’яниця-Подільського турками під Грубешевом в околицях Татарської гори Ян Собеський розбив татар. На початку XVIII ст. містечко зазнало руйнувань під час Північної війни.
Внаслідок першого поділу Польщі Грубешів опинився під австрійським пануванням, під яким перебував до 1809 р., коли відійшов до російської імперії. Місцеві українці брали участь у січневому повстанні 1863 р.
Станом на 1893 р. тут мешкало 9600 осіб, з-поміж них — 5260 юдеїв, 3260 православних (до 1875 р. — греко-католиків) і 1070 римо-католиків.
1890 р. наслення міста становило 9406 осіб, з них 5264 юдеїв, 3259 православних і 1074 католиків. За переписом 1897 року у місті проживало 10 639 осіб. Розподіл населення за мовою згідно з переписом 1897 року: єврейська — 5 329 осіб (50,09 %), українська — 2 285 осіб (21,48 %), польська — 1 929 осіб (18,13 %), російська — 1 024 осіб (9,62 %), інші — 72 осіб (0,68 %).
У 1905 р. в Грубешеві вийшов перший номер українського часопису «Буг».

У 1915 р. під час Першої світової війни православне українське населення було примусово евакуйоване в глиб Росії, що суттєво знелюдніло містечко і околиці. 

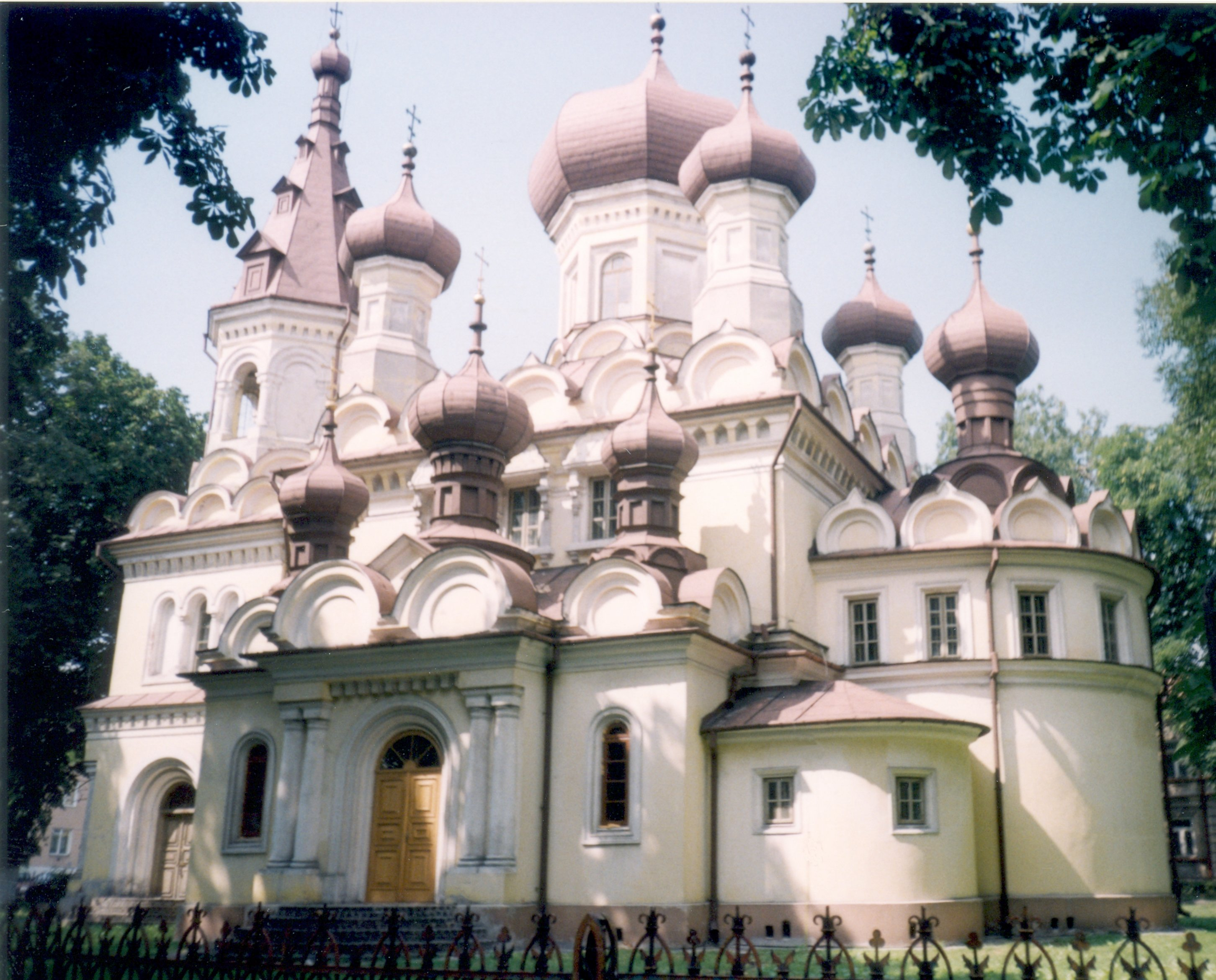
Православна церква у Грубешеві

1918 р. Грубешів як і вся Холмщина формально увійшов до Української Народної Республіки, але влада УНР його фактично не контролювала. Остаточно місто увійшло до складу ІІ Речі Посполитої.

### В складі ІІ Речі Посполитої (1918-1939 рр.)
У серпні 1920 р. тут точилися бої проти радянських загарбників. У жовтні 1920 р. до гарнізону в Грубешеві був приписаний 2-й полк кінних стрільців, в якому служило багато українців. 1 вересня 1939 р. вони воювали у складі Волинської бригади кавалерії під Мокрою.
В Грубешеві виходив український часопис «Голос Села» у 1920-ті роки, видавець Микола Ваврисевич.
Розпорядженням Ради Міністрів 27 червня 1930 р. територію міста було значно розширено шляхом приєднання вилучених із ґміни Дяконів села Побережани, колоній Побережани Приватні, Маківщина, Михайлівка, Тересівка, Війтисіво, Славетин, Млин Паровий, Некучне і фільварку Антонівка.

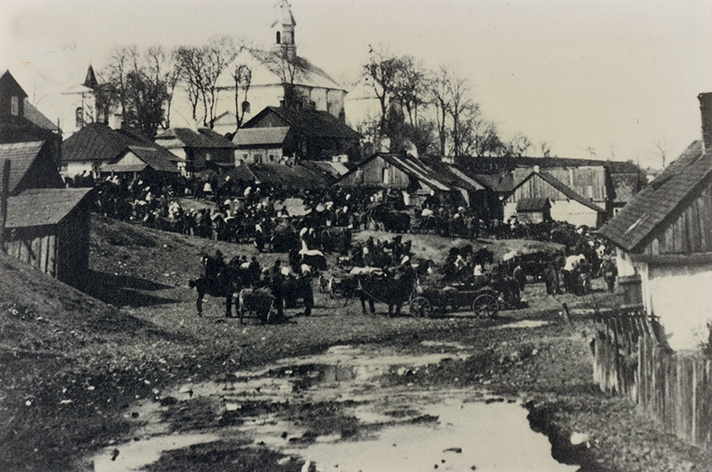
Ринковий день в Грубешеві, 1925 р.

У міжвоєнний період православні українці у повіті становили 38 %, українськомовні римо-католики — 20 %, поляки — 32 %.

### В часи Другої світової війни

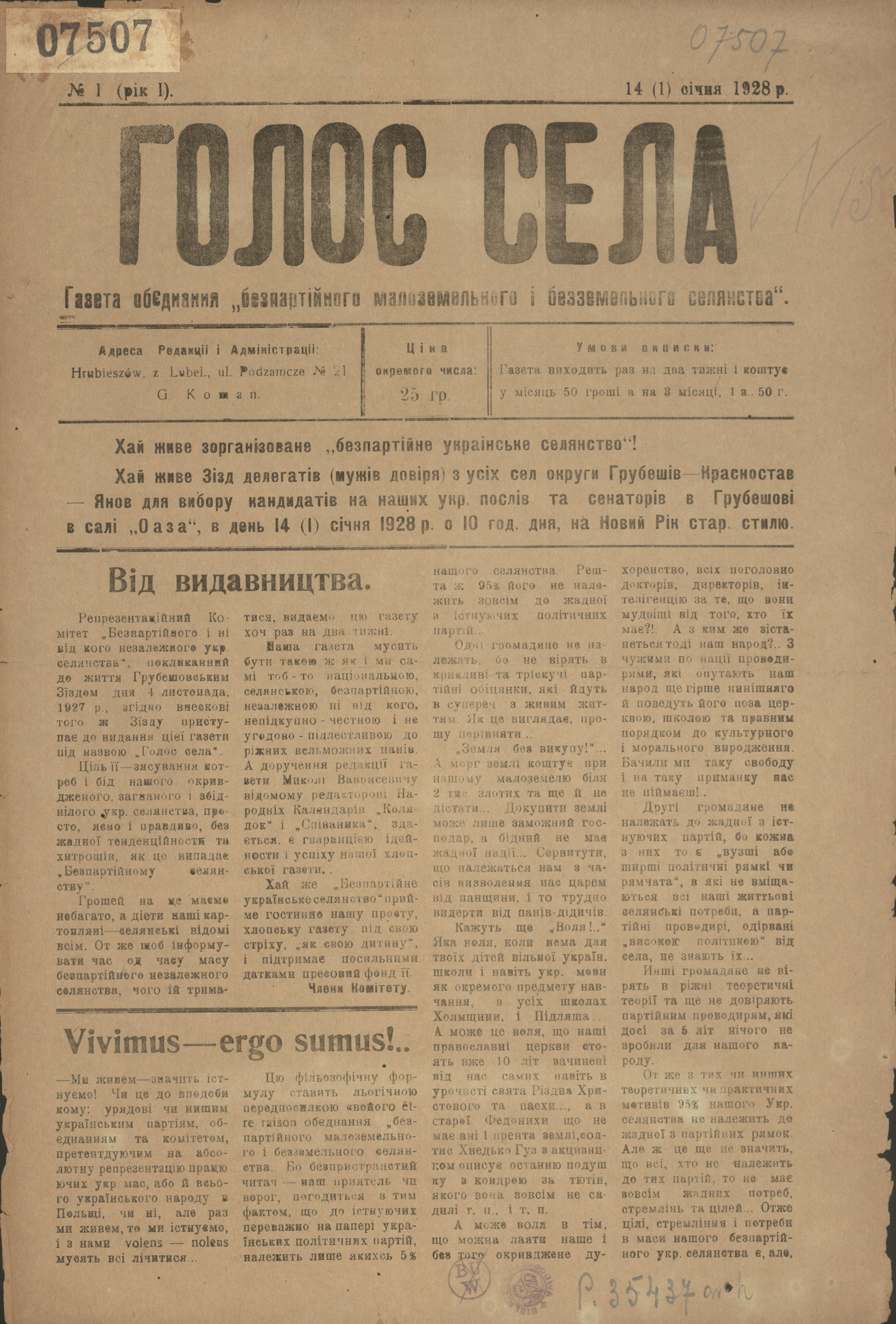
Український часопис «Голос Села» виходив в Грубешеві у 1920 роки. Редактор-видавець Микола Ваврисевич.

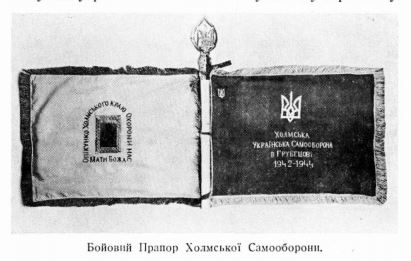
Бойовий Прапор Холмської Самооборони в Грубешеві

Грубешівці відчули Другу світову війну 14 вересня 1939 р., коли німці атакували місто з двох боків. 24 вересня 1939 року після двогодинного бою радянський 8-й стрілецький корпус зайняв місто, а в жовтні Грубешів був переданий німцям.Розпочалася тривала гітлерівська окупація, що призвела до повного знищення єврейського населення міста. В цей час відбувавлося національно-економічне відродження українського населення Грубешева і околиці. Внаслідок цього відбулося різке загострення відносин з поляками.15 листопада 1939 року в місті був заснований український повітовий Союз Кооператив «Пробоєм», яким керував колишній сотник УГА Іванів. Союз постачав товари членам кооперативу і видавав «Інформативний Бюлетень». Діяло товариство «Рідна хата». В Грубешеві працювала філія Українського Центрального комітету під керівництвом адвоката Миколи Багринського, а пізніше Михайла Струтинського, що його вбило польське націоналістичне підпілля. Причиною вбивства було незадовлення поляків діями українців.  

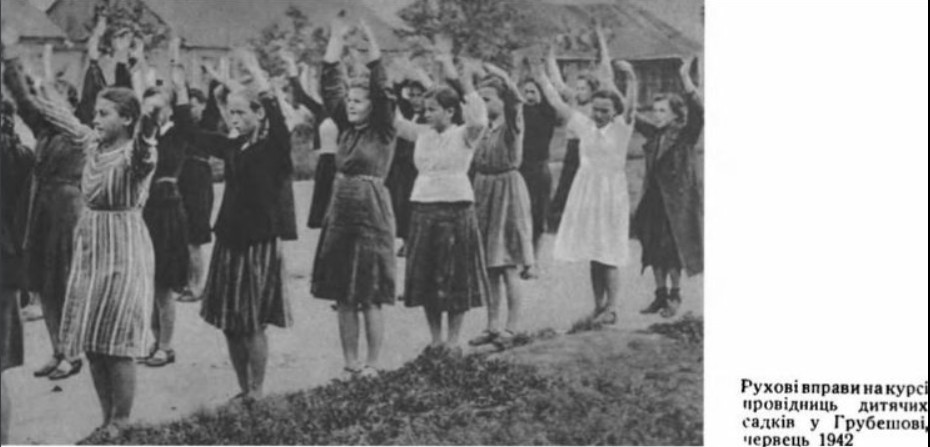
Рухові вправи на курсі провідниць українських дитячих садків в Грубешові, червень 1942 рік.

В Грубешеві розташувалася також Українська районна молочарня із млином, якою керував адвокат Галущак. У місті працювали курси для волосних секретарів, де викладали адміністративне право. 17 серпня 1941 року в Грубешеві відбувся футбольний матч між українською командою «Червень» місцевого спортивного товариства і збірною командою німецьких військових частин. Футбольний поєдинок в Грубешеві закінчився перемогою українців, з рахунком — 4:2.
16 червня 1942 року в Грубешеві було створено перший відділ Української Самооборони на чолі з колишнім підполковником Армії УНР Яковом Гальчевським — Войнаровським, який складався з 20 чоловік і охороняв українські установи.
1944 році польське підпілля замордувало українського бурмістра Грубешева — Павлюка.
Після початку радянсько-німецької війни на терені міста було влаштовано табір для радянських військовополонених.
21 серпня 1944 року залишений без бою Грубешів займають відділи радянської армії. Виходить з підпілля і приймає владу в місті Повітова Делегатура уряду Речі Посполитої, який знаходився в Лондоні. До Грубешева приїжджають прийняти владу повноваженні представники Польського комітету національного визволення з Холма М. Олекса та А. Пилипчук.
Під час німецької окупації в часи Другої світової війни знищено близько 7 000 мешканців міста (50 %). Протягом 1942-1944 рр. польські шовіністи знищили в місті і на Грубешівщині близько 4 тис. осіб.

### В 1945-2023 рр.
В ніч з 27 на 28 травня 1946 року Грубешів був атакований силами УПА та ВІН, що стало одним з прикладів успішної співпраці між обома партизанськими угрупованнями та навело жах на комуністів.
Виселення українців з Польщі до УРСР в 1944—1946 роках завершило полонізацію міста (за офіційними даними 1945—1946, для переселення з Грубешівському повіту на територію УРСР на облік узято 69 937 осіб (18 984 родини) — переселено 68 656 осіб (18 654 родини)). 1-5 липня 1947 року під час операції «Вісла» польська армія виселила з Грубешева на приєднані до Польщі північно-західні терени 64 українців.

## Населення
Демографічна структура станом на 31 березня 2011 року:
|          | Загалом | Допрацездатний вік | Працездатний вік | Постпрацездатний вік |
| -------- | ------- | ------------------ | ---------------- | -------------------- |
| Чоловіки | 8938    | 1722               | 6349             | 867                  |
| Жінки    | 9912    | 1664               | 5977             | 2271                 |
| Разом    | 18850   | 3386               | 12326            | 3138                 |

Згідно з переписом 1897 року у Російській імперії в Грубешівському повіті проживало 60 414 осіб, що вказали українську мову як рідну. З них 2285 осіб проживало в Грубешеві.

## Культура
Щороку в Грубешеві відбуваються Надбужанські культурні зустрічі з участю ансамблів з України.
У місті діє регіональний музей.

## Пам'ятки

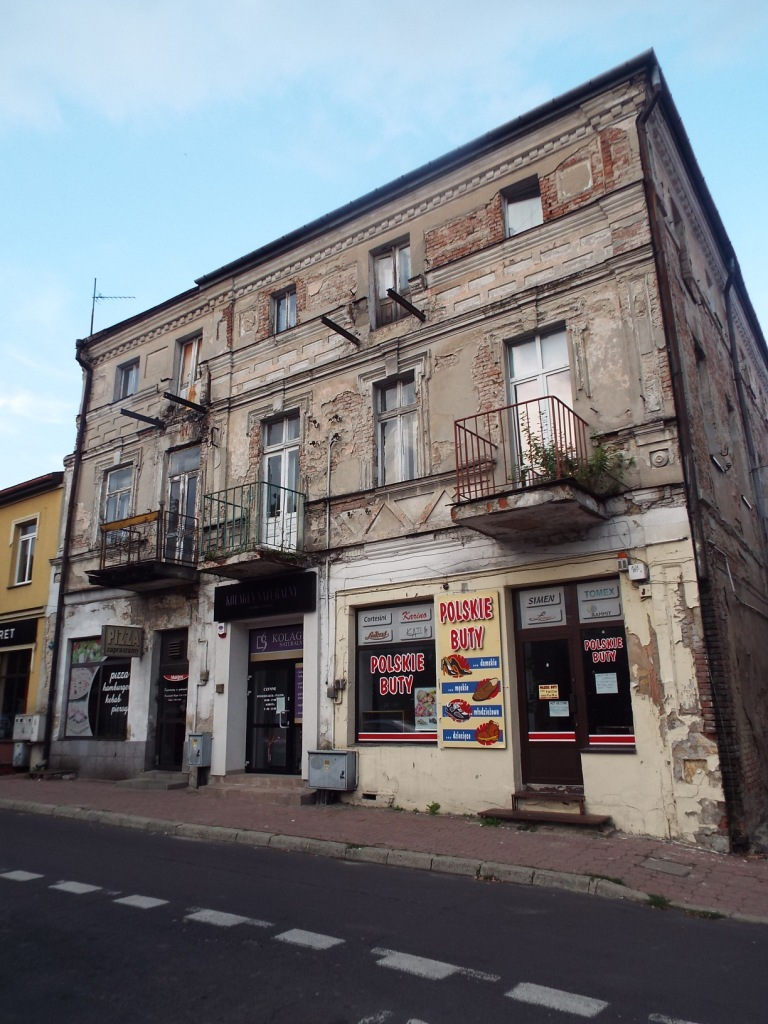
Будинок УДК в Грубешеві, в якому розміщувався склад «Українська книгарня» на Plac Wolności 7

У місті збереглася колись греко-католицька церква святого Миколая 1795—1828 рр., перероблена на костел святого Станіслава Костки. Біля неї — кам'яний надгробний хрест 18 ст. стилізований під мальтянський. У будівлі колишньої греко-католицької церкви в Грубешеві влаштовано санктуарій Матері Божої Сокальської.  2002 р. до Грубешева з Кракова передано образ матері Божої Сокальської. 1951 р., коли Сокаль опинився в Україні, образ вивезли до Кракова до костелу бернардинів. Пізніше вирішили перенести його якнайближче до Сокаля.
У місті збереглася також православна Успенська церква часів російського панування на Холмщині (збудована в 1867—1875 рр. замість існуючої тут з XVI  ст. спочатку православної, а потім греко-католицької церкви з тою ж посвятою). Настоятелями цієї церкви були: сотник Армії УНР, о. Василь Ляшенко у 1944-47 рр., капелан Армії УНР о. Микола Костишин. 15 серпня 1959 р. біля плебані православної парафії в Грубешеві відбулася спровокована конфліктом за приміщення плебані антиукраїнська маніфестація.
У місті збергіся будинок Українського допомогового комітету та складу українських книжок «Українська книгарня» часів Другої світової війни на Plac Wolności 7.
Збереглися також численні об'єкти спільного нападу УПА-ВІН в травні 1946 р.
У хаті за адресою вулиця Podzamcze 21 в 1928 р. знаходилася редакція української газети "Голос села". У залі кінотеатру "Оаза" 14 січня 1928 р. відбувся з'їзд делегатів українського безпартійного селянства для вибору кандидатів на депутатів та сенаторів польського парламенту від українців. В будівлях колишнього домініканського кляштору за адресою вулиця 3-go Maja 5 в часи Другої світової війни діяли Українська торговельна школа в Грубешеві та Українська вчительська семінарія.
Надзвичайно цінним для української історичної пам'яті є також цвинтар у Грубешеві.

## Релігія

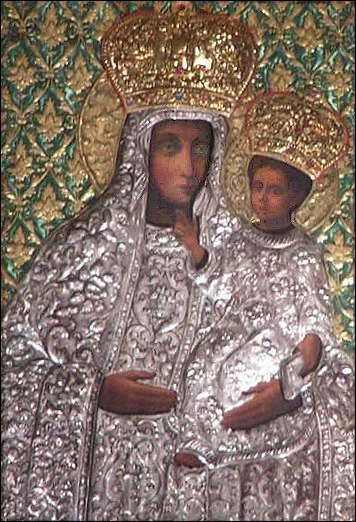
Ікона Матері Божої Сокальської з санктуарію у Грубешеві

Нині у Грубешеві діє православна парафія з Успенською церквою (побудована 1873—1875 у русько-візантійському стилі, з 13-ма куполами, розписи інтер'єру здійснив 1936 О. Цикуцький). Також до 1875 діяла греко-католицька, а 1875—1918 — як православна церква св. Миколая (зведена 1795—1828 р. за проектом австрійського інженера Л. де Лосенау у стилях бароко і класицизму), — нині це римо-католицький костел святого Станіслава Костки. Храм св. Миколая з лампадою вічного вогню відомий з 1255 року, тут молився Данило Галицький.
З 2002 року в Грубешеві в костелі св. Станіслава перебуває чудотворна ікона Сокальської Богородиці.

## Сучасність
У 2005 році відкрито газопровід Устилуг — Грубешів. Поблизу міста на автошляху  74 діє пункт пропуску через державний кордон Польщі з Україною Зосин — Устилуг.
У місті є залізнична станція.

## Відомі особи

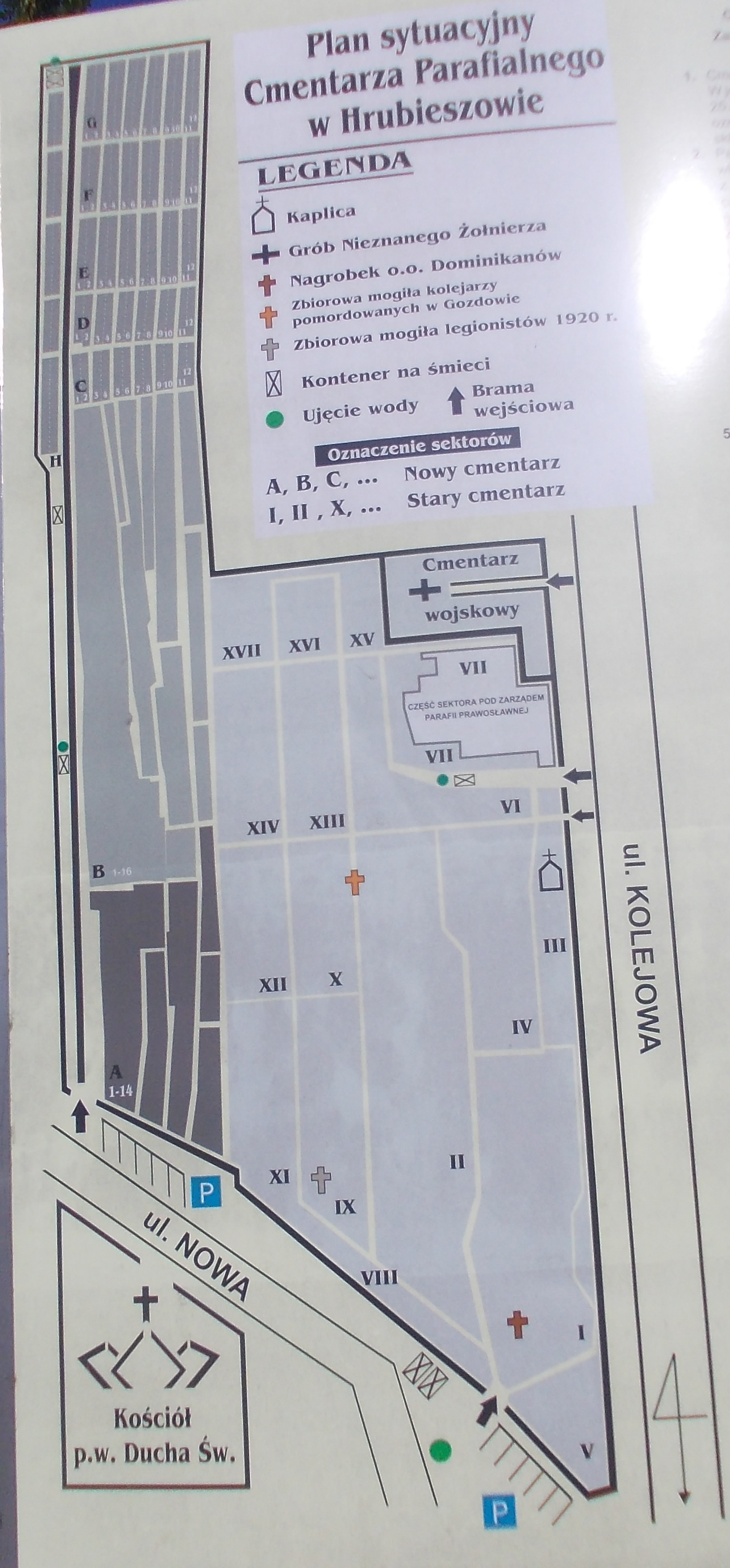
План цвинтаря в Грубешеві. Фото 2020 р.

### Уродженці
- Борис Володимир Максимович (* 1931) — український лікар-фтизіатр.
- Гайдаренко Степан Степанович (1909—1977) — радянський військовий льотчик під час Другої світової війни.
- Єрощук Олександр Пилипович (1894 — ?) — підполковник Армії УНР.[25]
- Клодницька-Процик Марія-Лідія (* 1943) — американська лікарка та українська громадська діячка в США[26].
- Которович Богодар Антонович (1941—2009) — український скрипаль, диригент, народний артист УРСР, завідувач кафедри скрипки та професор Київської консерваторії. Член-кореспондент Академії мистецтв України.

### Грубешівські старости
- Микола Данилович — підстолій коронний, староста червоногородський, перемишльський, син Миколи Даниловича (помер 1624)[27].

### Мешканці

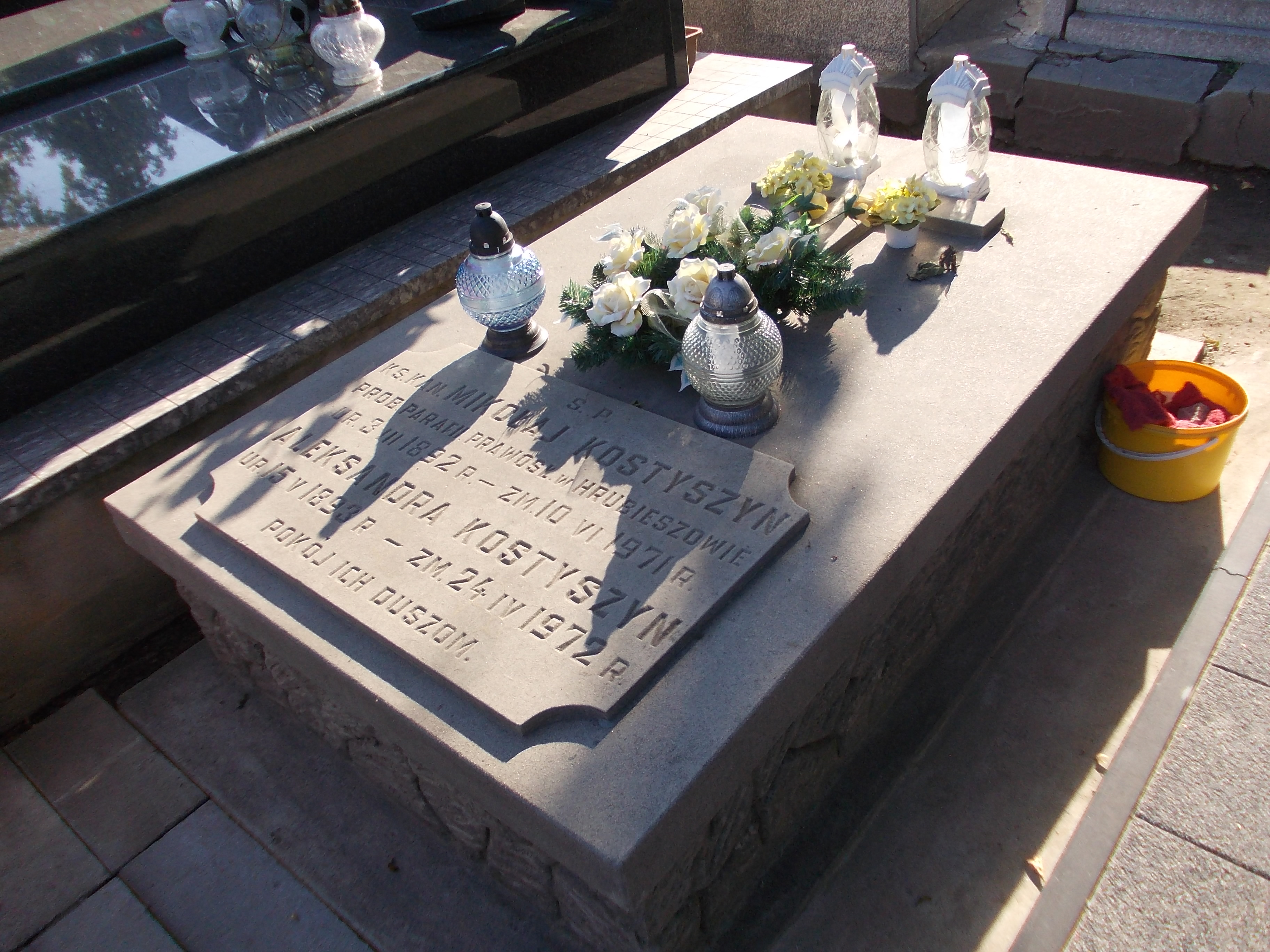
Могила о. Миколи Костишина, капелана Армії УНР. Православна ділянка грубешівського цвинтаря. Фото 2020 р.

- Матвіїв Юліан-Микола Миколайович (18.01.1914, с. Білявці Бродівського р-ну Львівської обл. — 8.04.1953, м. Івано-Франківськ). З огляду на загрозу арешту органами НКВД на початку грудня 1939 р. разом із дружиною Любов Якубів нелегально перетнув кордон УРСР і оселився у м. Грубешів (Польща), де працював адвокатом. Рядовий поліцейський волосної (ґмінної) поліції в с. Крилові Грубешівського повіту (1.05.-06.1940). У липні 1940 р. закінчив тритижневу школу комендантів волосної поліції. Секретар Грубешівської окружної команди української допомогової поліції (07.1940-10.1941), в.о. коменданта окружної команди поліції в Грубешеві (осінь 1940). Член Грубешівського повітового проводу ОУН (1940—1941).

### Поховані

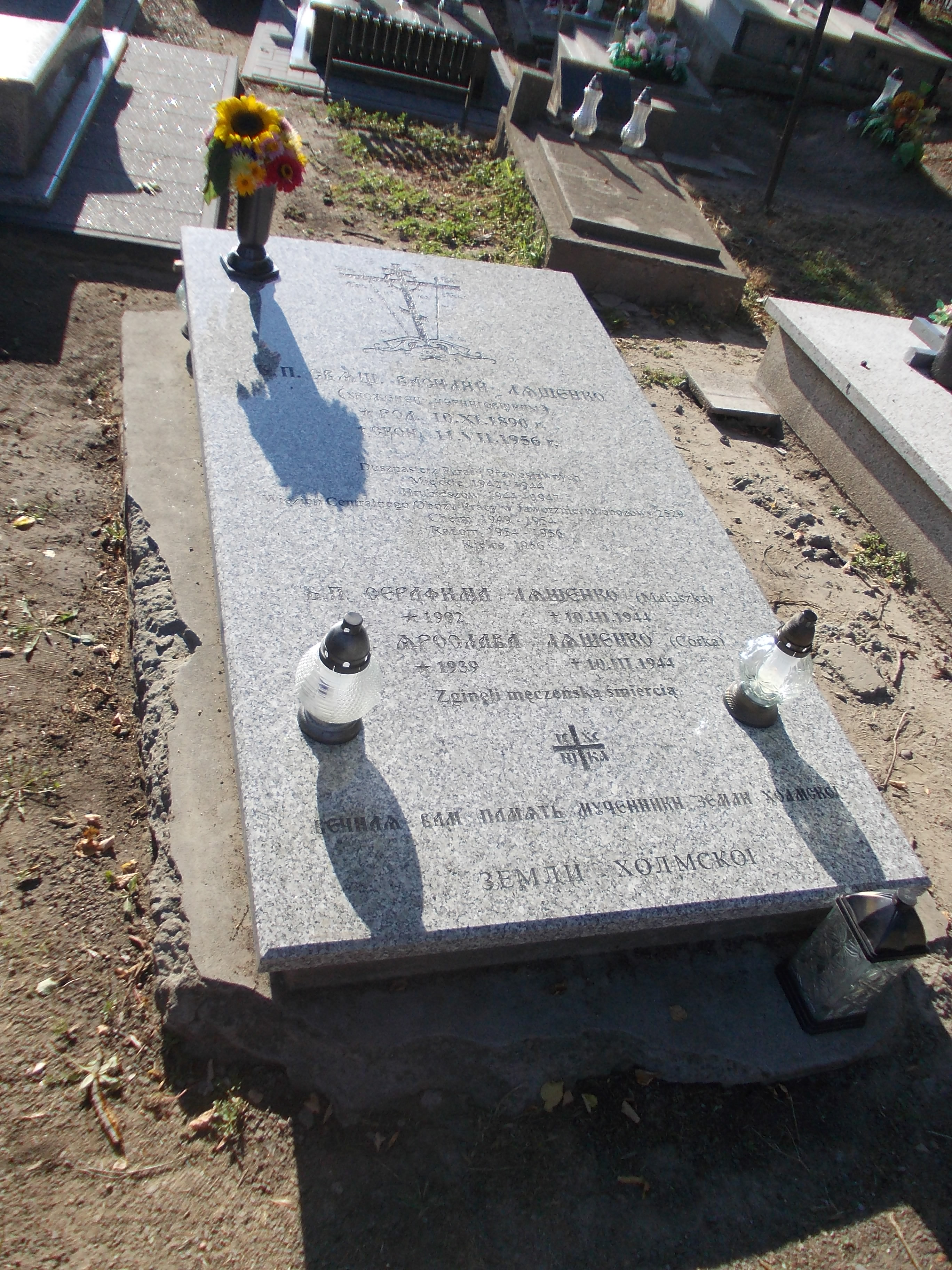
Могила о. Василя Ляшенка, сотника УНР. Православна ділянка грубешівського цвинтаря. Фото 2020 р.

В м. Грубешів знаходиться старий цвинтар, закладений перед 1788 р. На цвинтарі поховані українці греко-католики, а пізніше сполонізовані православні (калакути). Тут похований, зокрема, отець Онуфрій Козловський (1804—1854) — настоятель уніатської парафії у Грубешеві. Народився у с. Майдан-Старий у родині духовного. Отримав швіцьку освіту в Щебрешині. Після цього поступив до греко-католицької семінарії у Холмі. Став священиком в 1827 р. Ще як студент став писарем консисторії в Холмі. Ці функції виконував 16 років. Був професором співу в дієцезіальній уніатській семінарії і почесним каноніком Холмської капітули. В 1845 р. став настоятелем греко-католицької парафії св. Миколая у Грубешеві. Помер 25 грудня 1854 р. і був похований біля своєї матері Маріанни. Поховання знаходиться в кватері ІІ.
Цвинтар також має православну ділянку (кватера VII), яка згадується в 1859 р. На цій ділянці знаходяться поховання:
- о. Василя Ляшенка (10.11.1890–11.07.1956), сотника Армії УНР, архітектора, вчителя, православного священика. На нагробку вказано, що о. Василь — уроженець Чернігівщини, був настоятелем парафії в М'ягкім (на нагробку Miękkie) в 1942-44 рр., в Грубешеві 1944-47 рр., в'язень табору праці в Явожні, номер 2529, настоятель у Холмі 1949—1954, у Радомі 1954-56, в Кельцях — 1956 р. На нагробку вказано також, що його дружина Серафіма Ляшенко (1902-10.03.1944 р.) та дочка Мирослава Ляшенко (1939-10.03.1944 р.) загинули трагічною смертю 10.03.1944 р. і є мучениками Холмської землі (вбиті польським підпіллям). Координати поховання 50.795794, 023.907720;
- о. Миколи Костишина (03.03.1892–10.06.1971), капелана Армії УНР. На нагробку вказано, що отець-канонік о. Микола Костишин був пробощем православної парафії у Грубешеві. Разом з ним поховано його дружину Олександру Костишин (15.05.1893-24.04.1972 р.). Координати поховання 50.801391, 023.904683[23];

## Міста-партнери
- Україна — Кам'янець-Подільський (2017 підписано декларацію про співпрацю)

## Грубешів на мапах

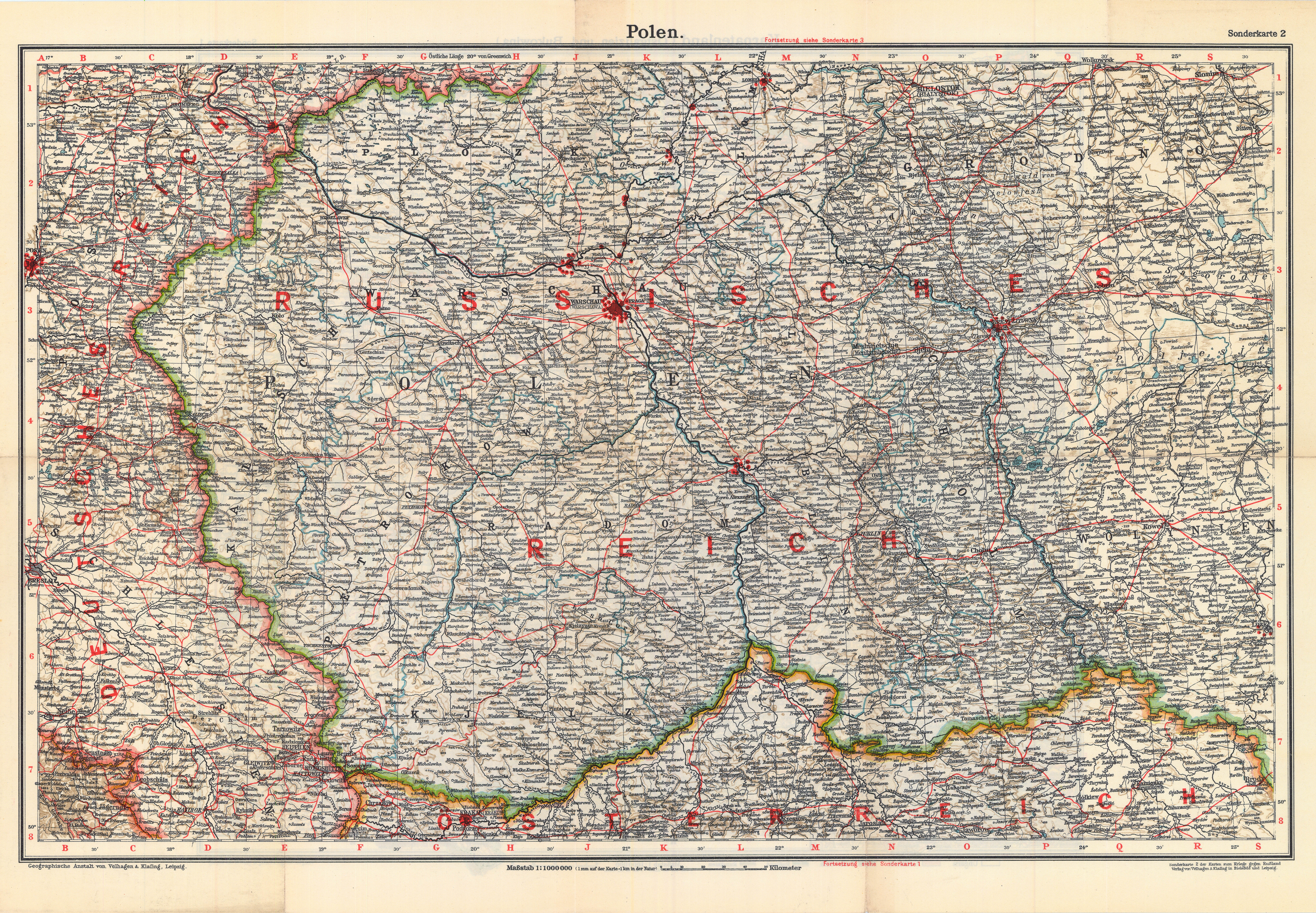
Грубешів на військовій німецькій мапі з 1916 р.
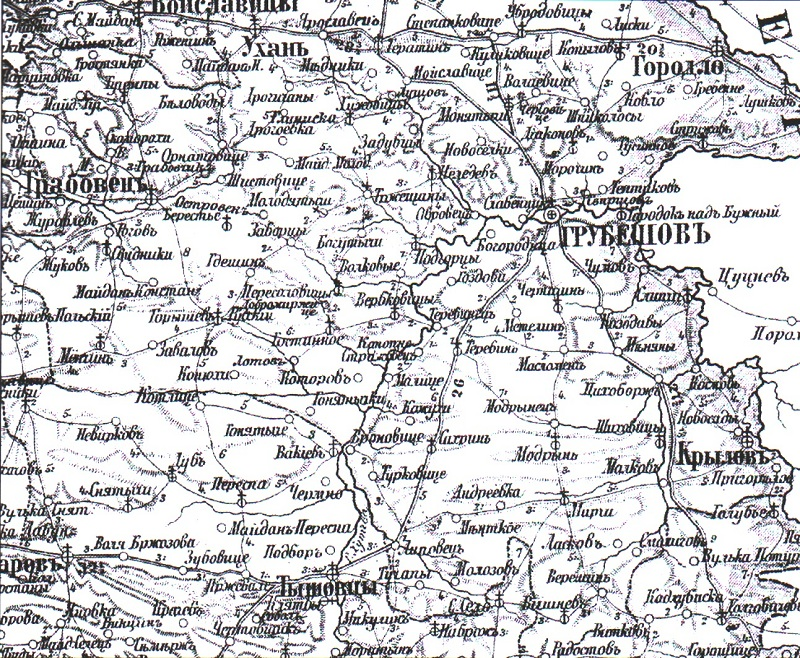
Грубешів в Холмській губернії. 1912 р.
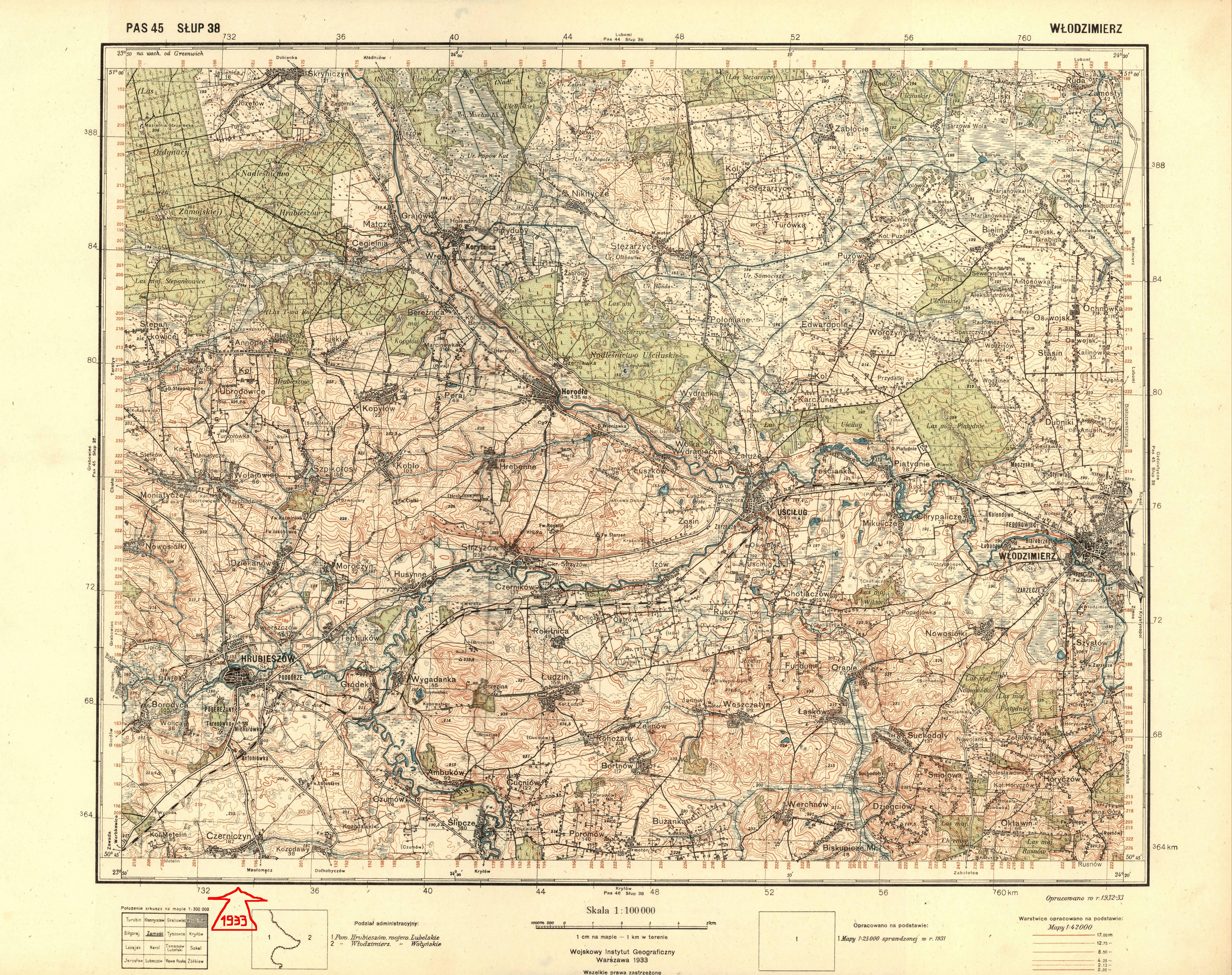
Грубешів на мапі польського військового географічного інституту, 1933 р.
Грубешів на окупаційній німецькій мапі з 1940 р.
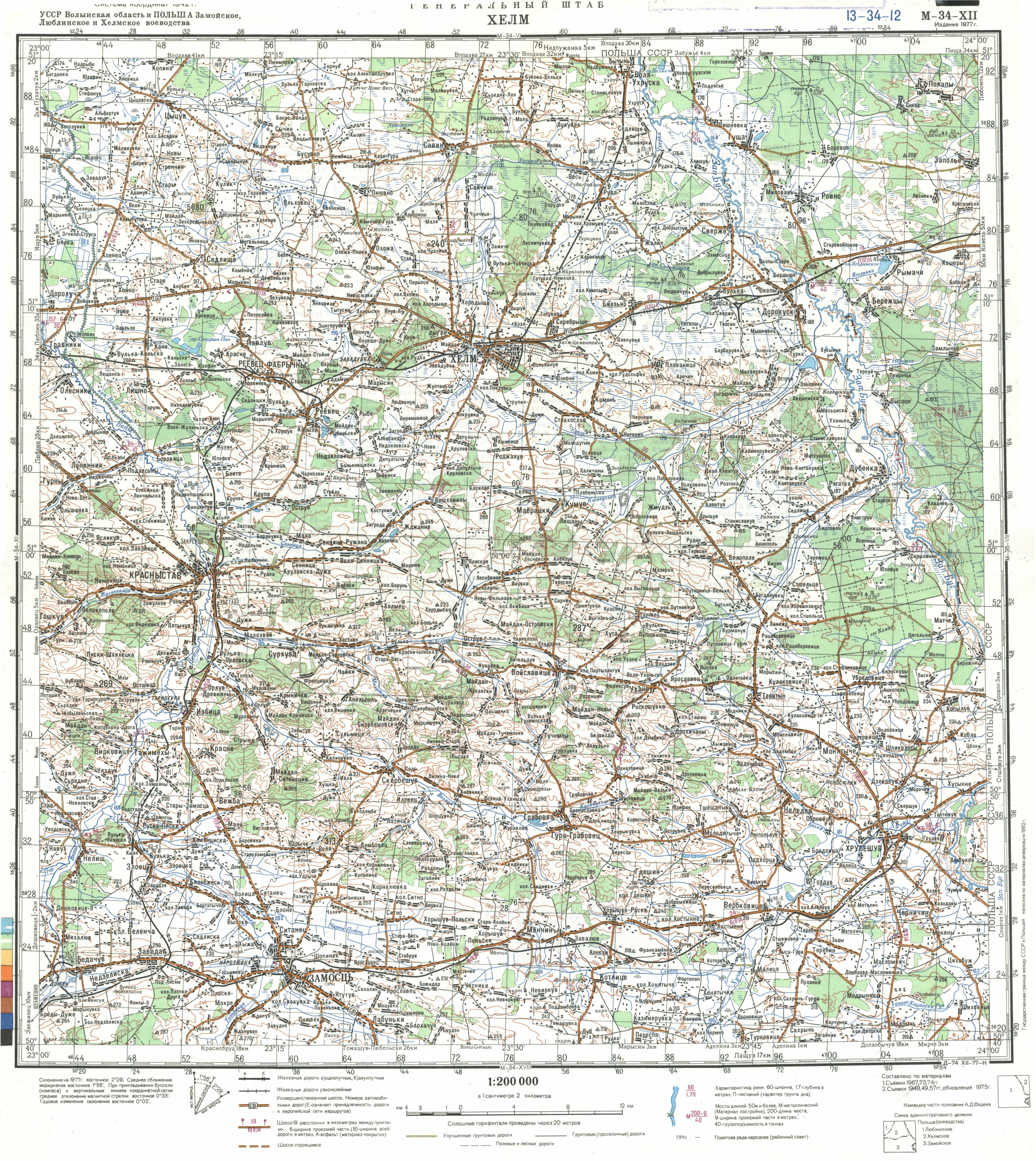
Грубешів на мапі Генерального Штабу СРСР з 1977 р.

## Галерея

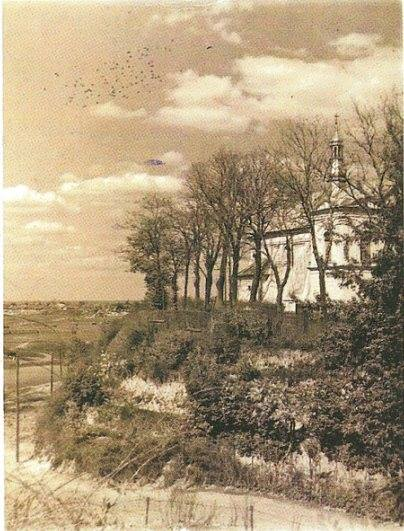
Грубешів. Греко-католицька церква, збудована 1795-1828рр.
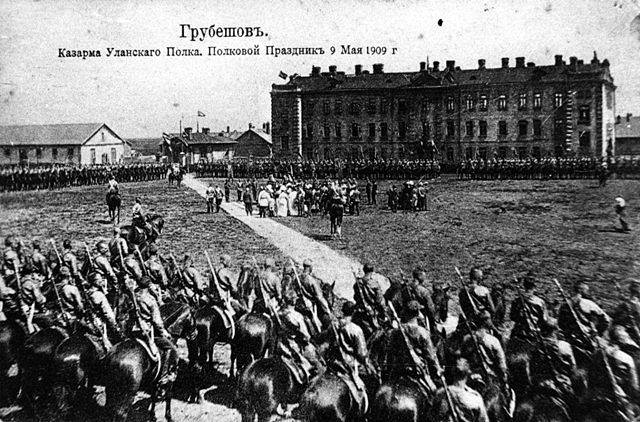
Грубешів. Кошари Ольвіопольского 7-го уланського полку. Свято полку 09.05.1909 - перенесення мощі Св. Миколи Чудотворця
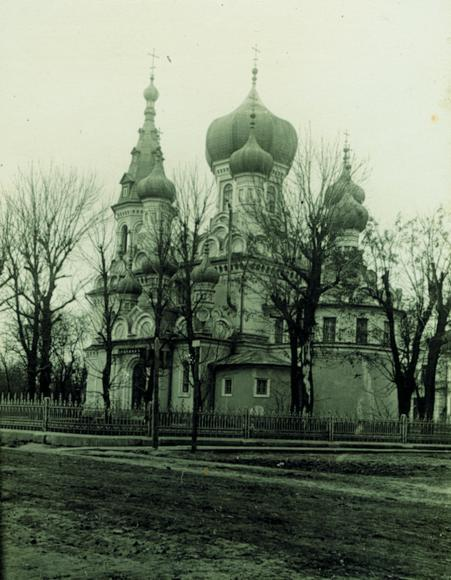
Церква Успіння Діви Марії у Грубешеві.1915
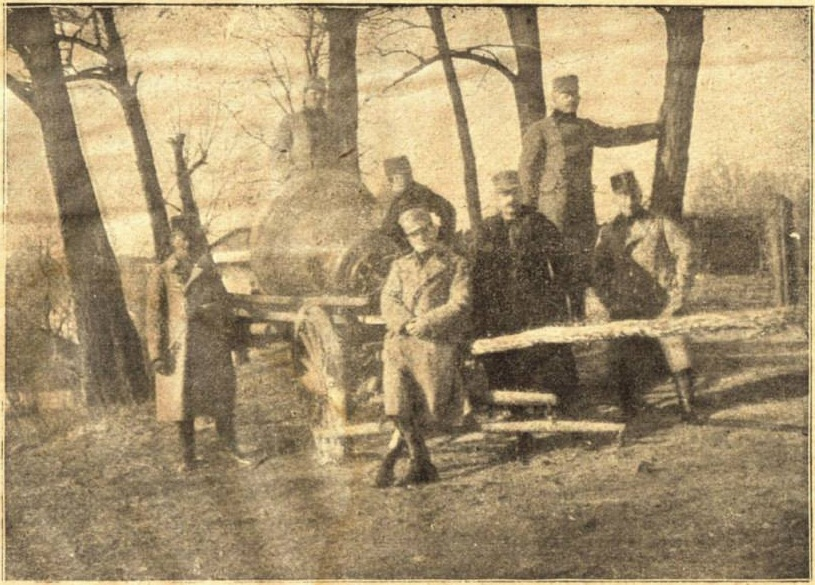
Австрійські солдати біля церковних дзвонів з Грубешева, залишених російськими військами при відступі.1915
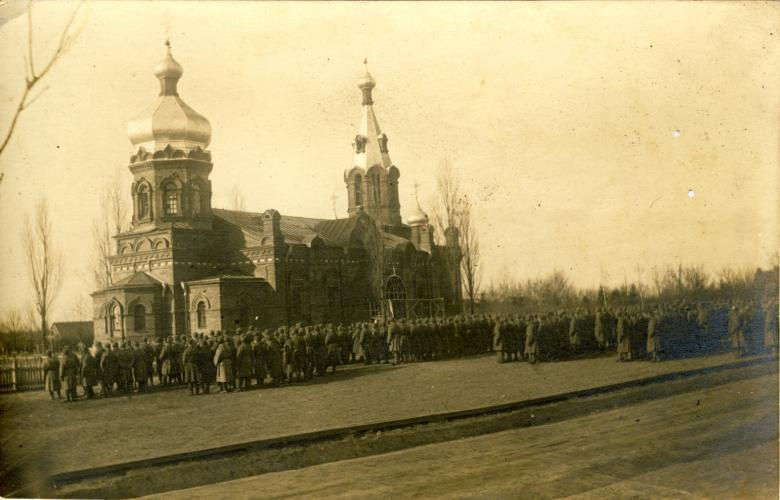
Грубешів 1917, Церква військова св. Миколи Чудотворця.
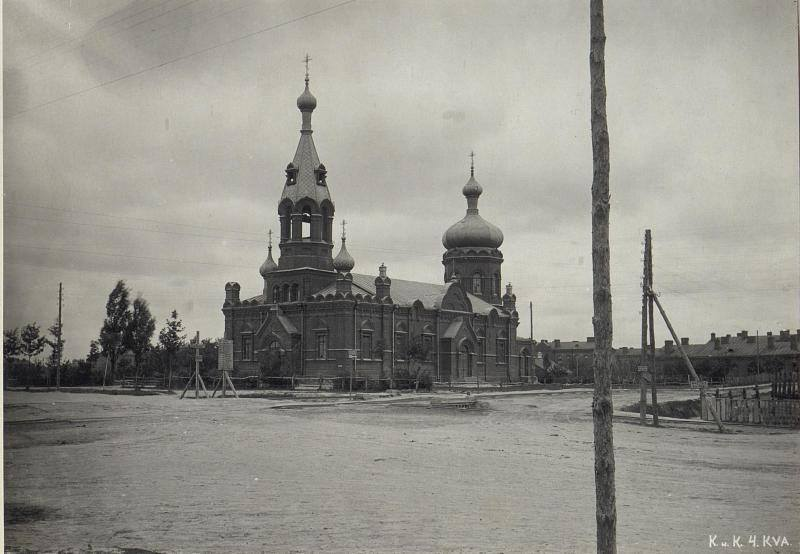
Грубешів,1917. Церква військова Ольвіопольского 7-го уланського полку, збудована 1903-1905
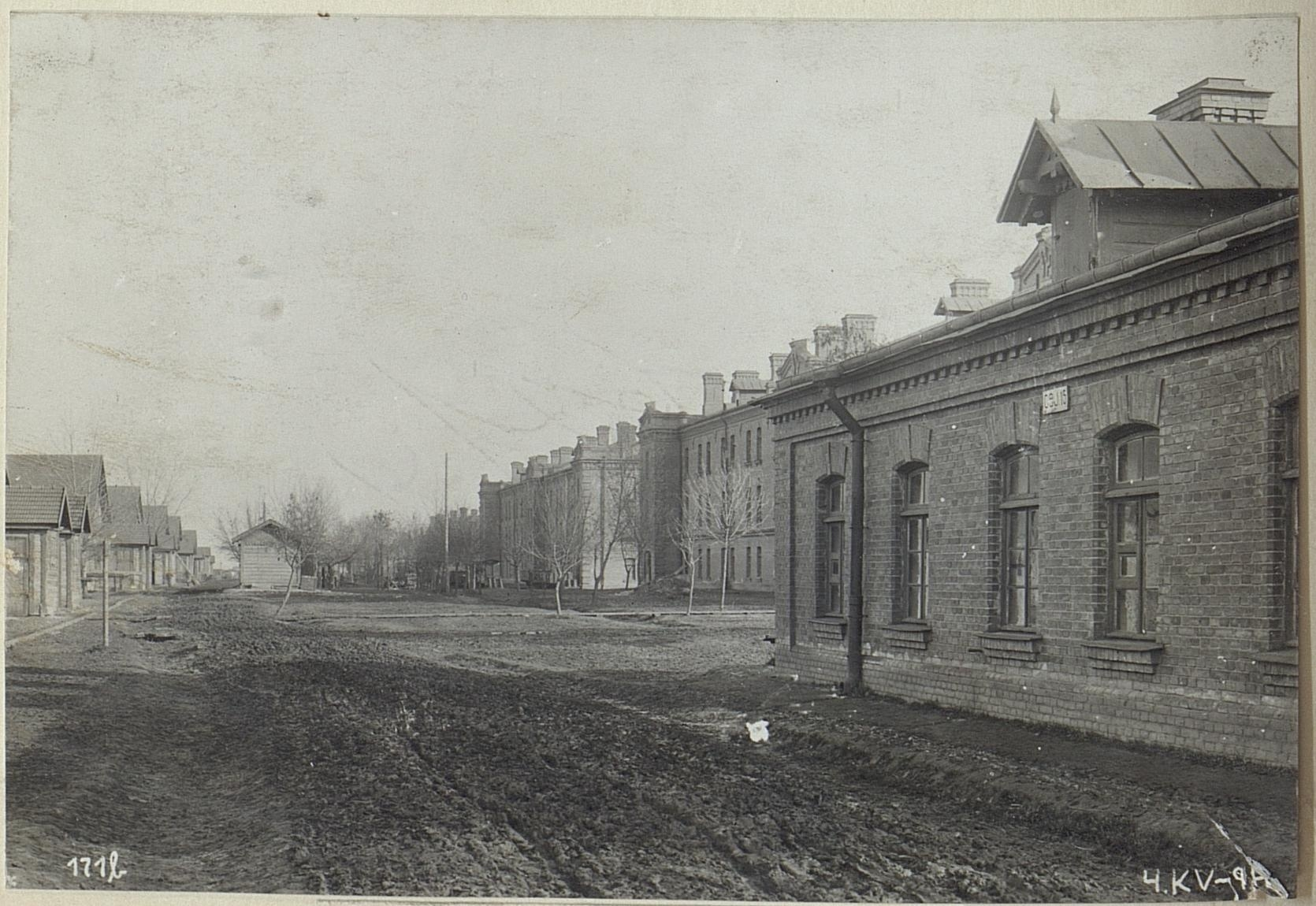
Грубешів 1917, Військові кошари Ольвіопольского 7-го уланського полку збудовані 1903-1905
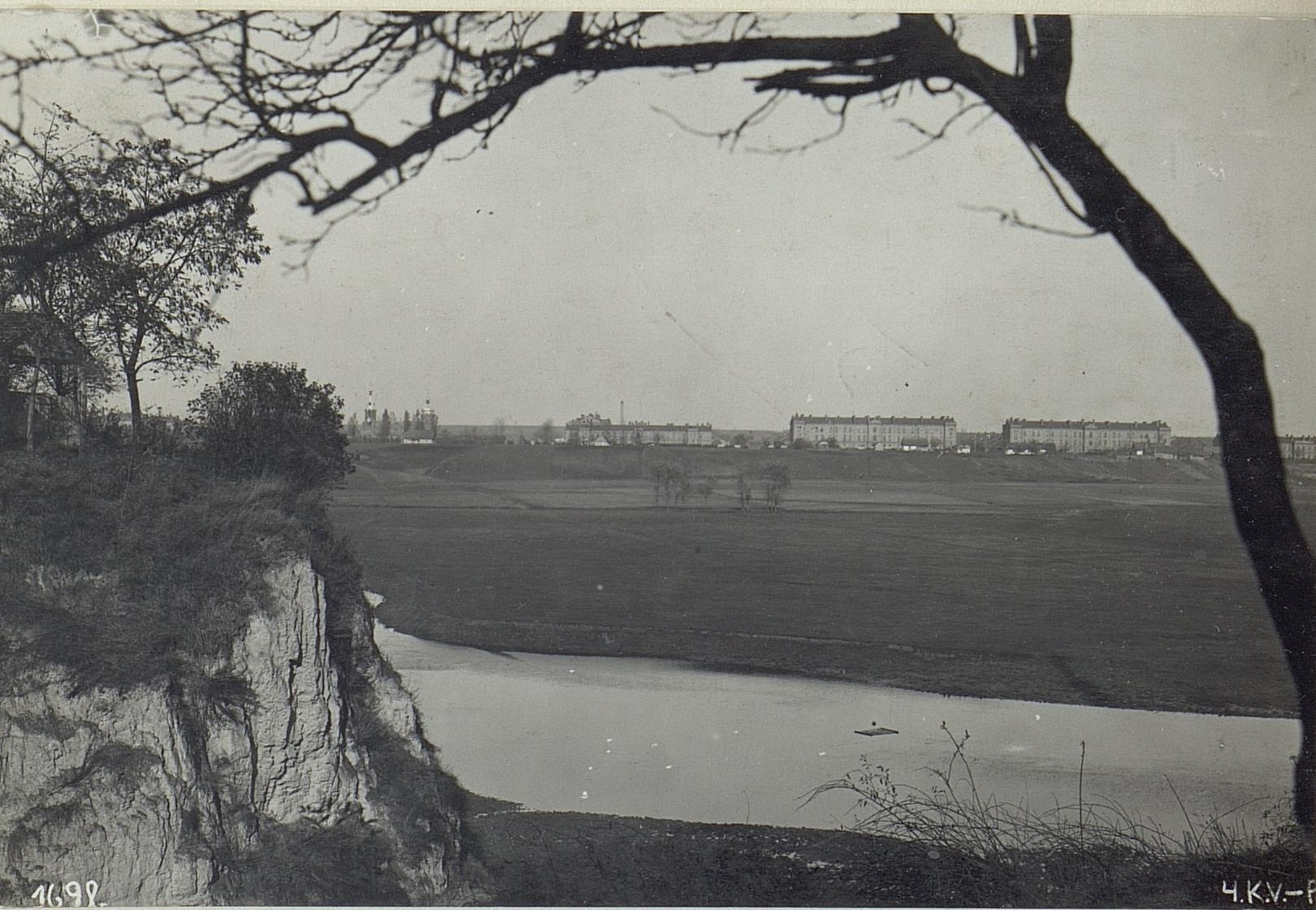
Грубешів 1917, Панорама міста з гірки греко-католицької церкви св.Миколи на кошари та церкву гарнізонну. Внизу тече річка Гучва.
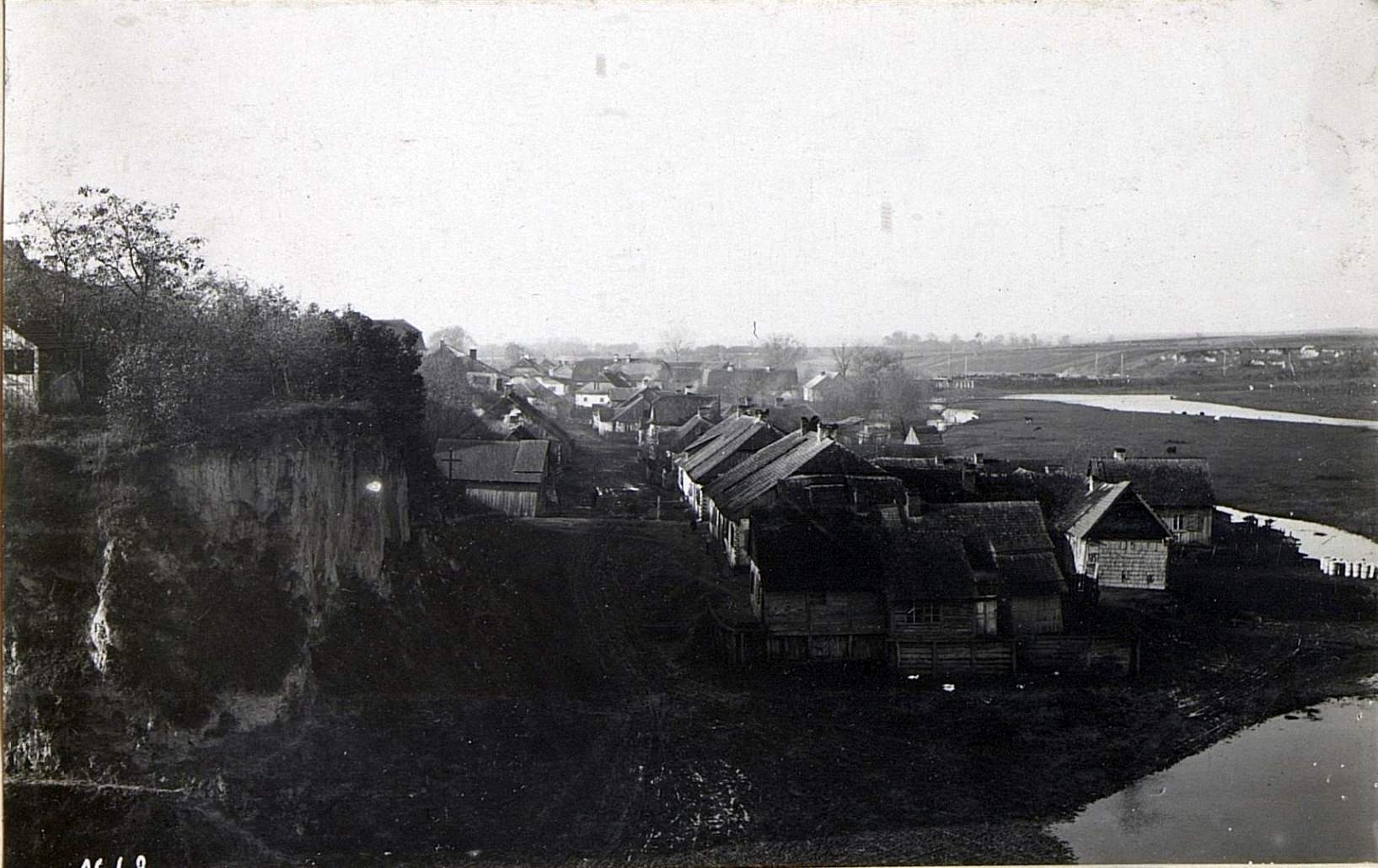
Панорама Грубешева та річка Гучва, 1917 р.
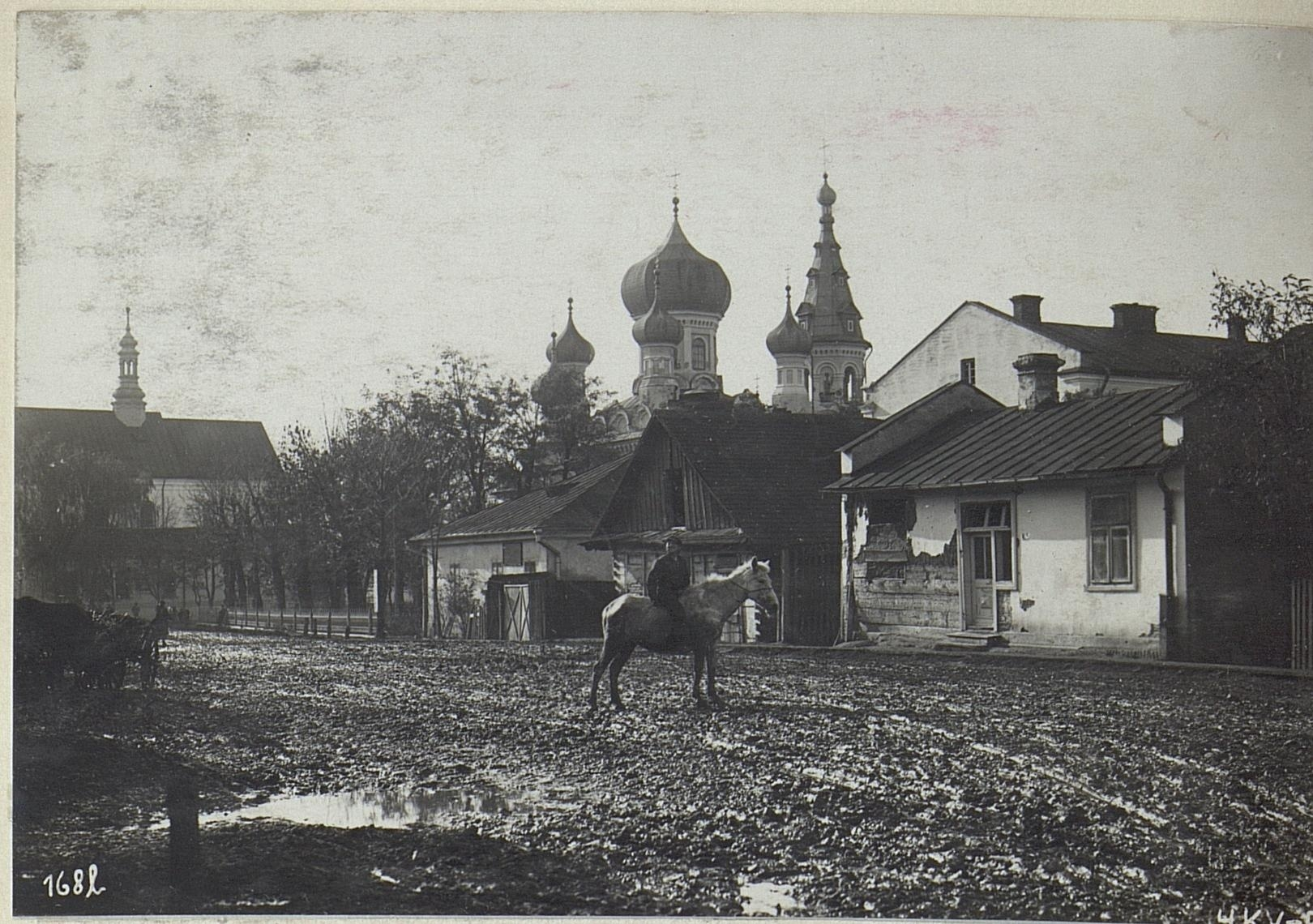
Церква Успіння Божої Матері в Грубешеві, 1917 р.
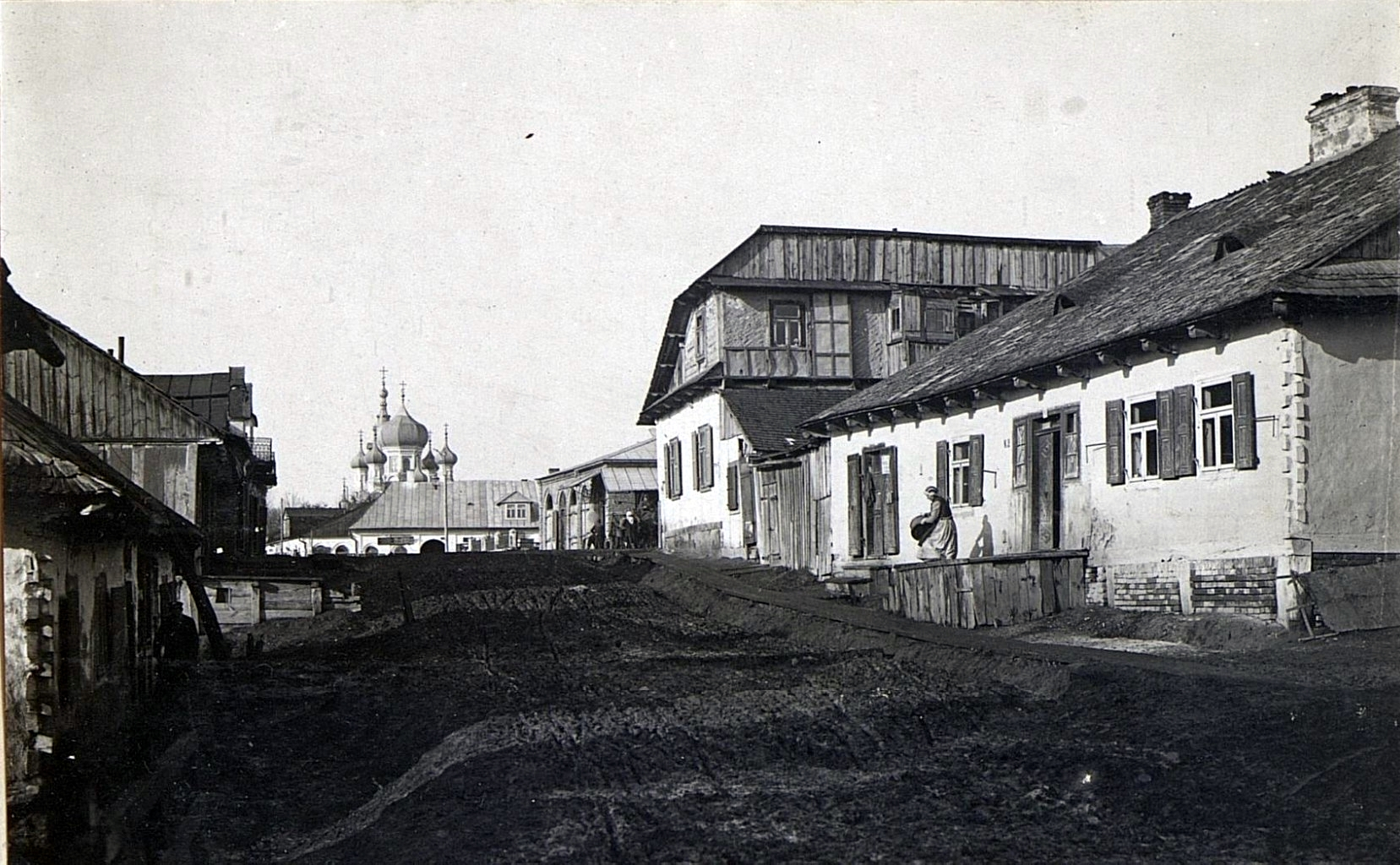
Грубешів, 1917 р. Вулиця Проста та вид на церкву Успіння Божої Матері.
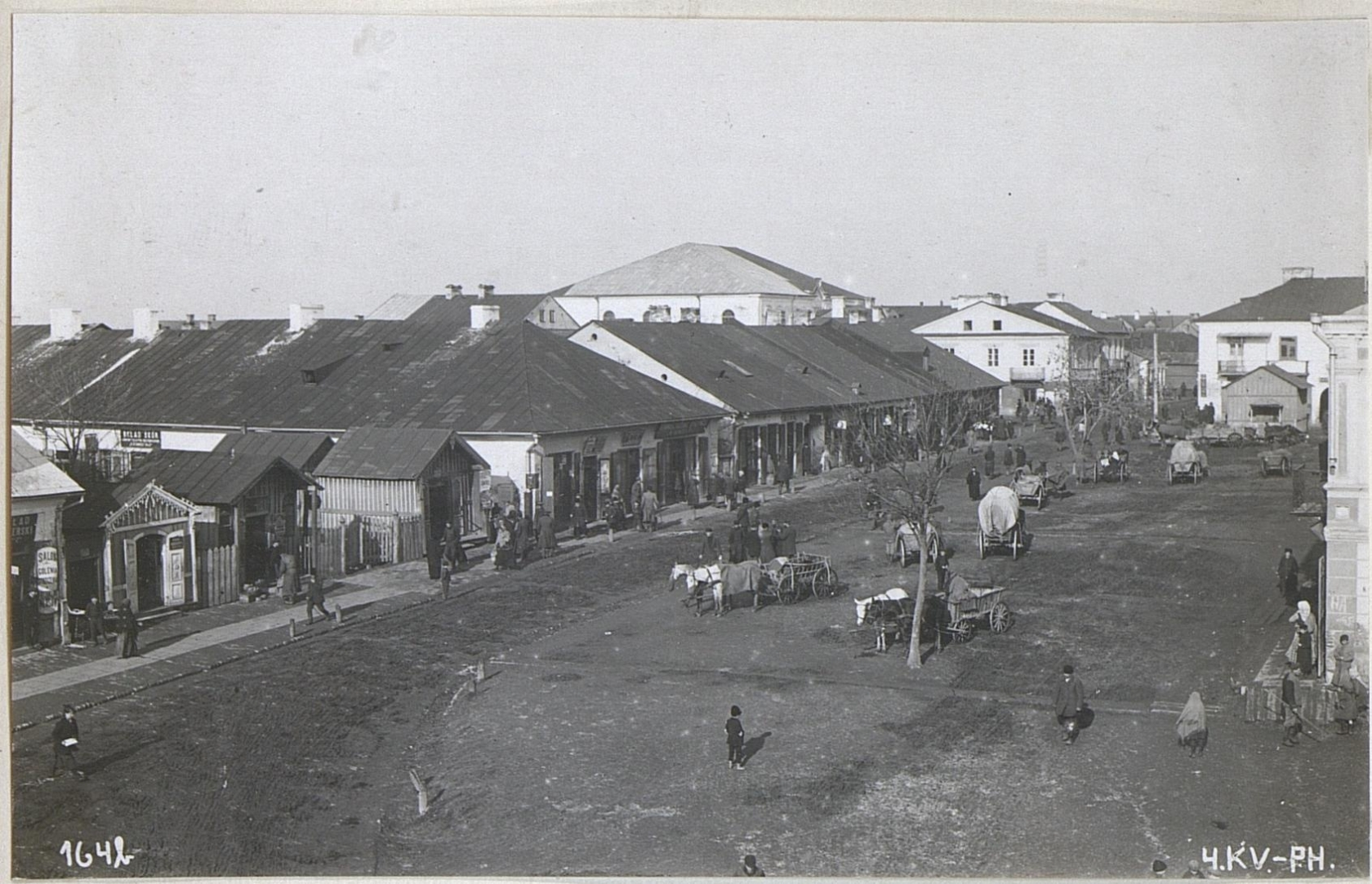
Грубешівський ринок, 1917 р.
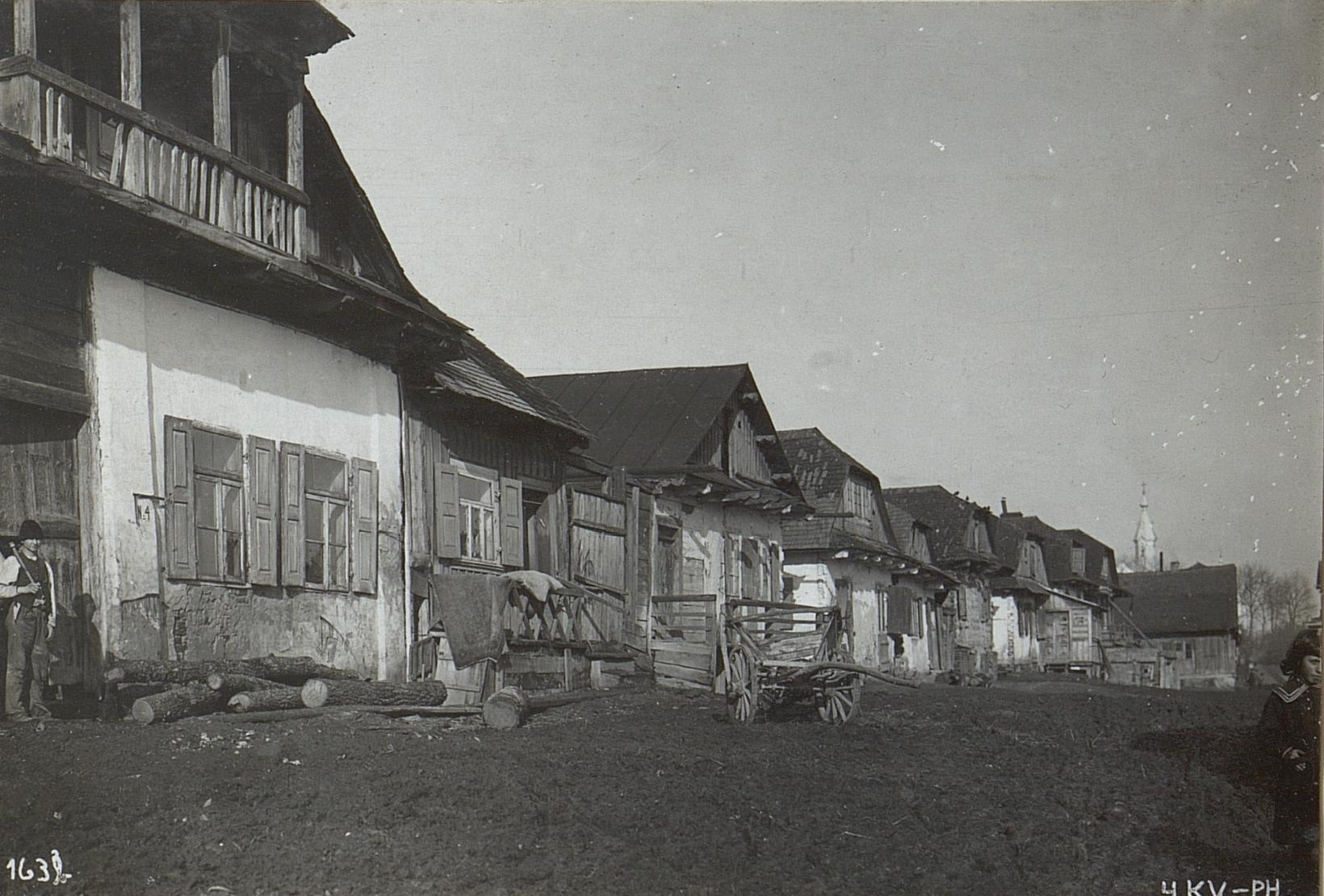
Вулиці Грубешева, 1917 р.
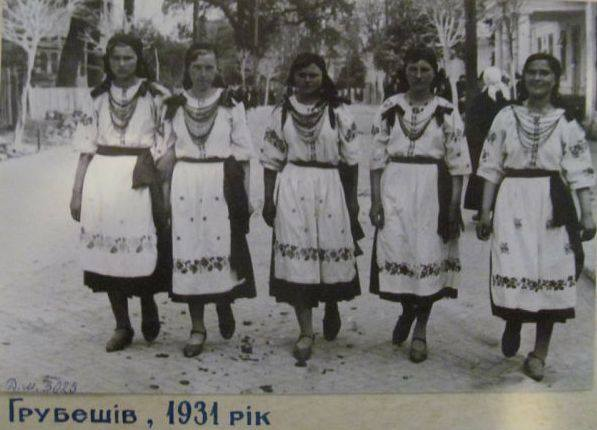
Грубешів.1931р.
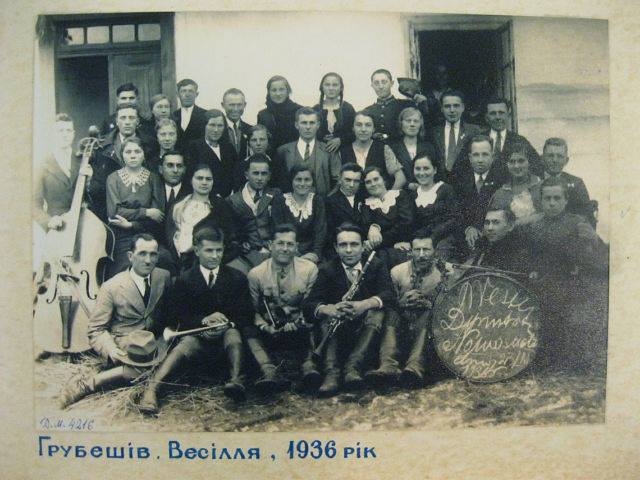
Грубешів, 1936 р. Музичний гурт Д.Новосада
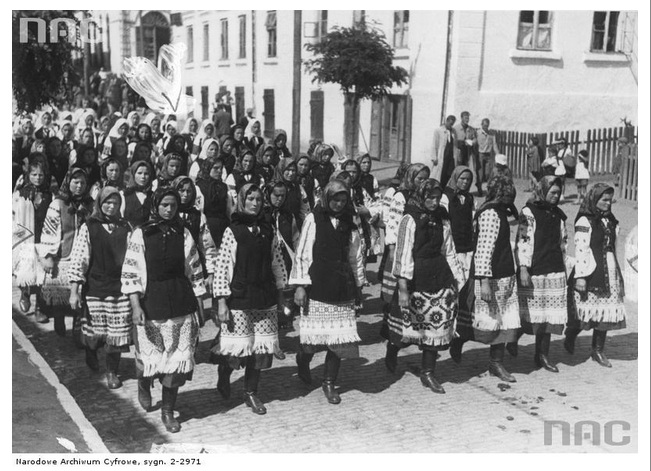
Українки в національному одязі на вулицях Грубешева. 1940 р.
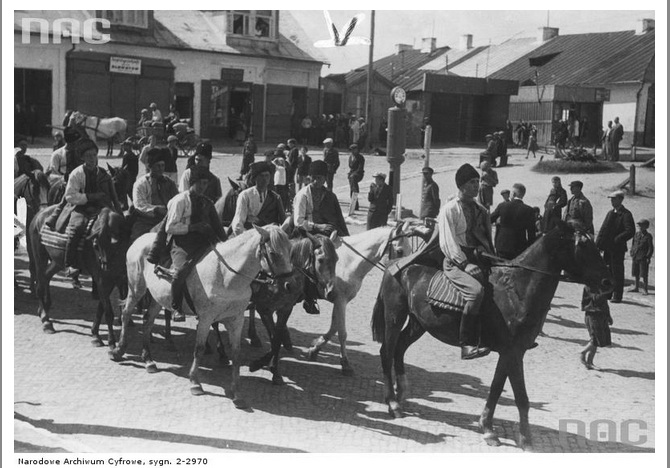
Українці на вулицях Грубешева 1940.08.
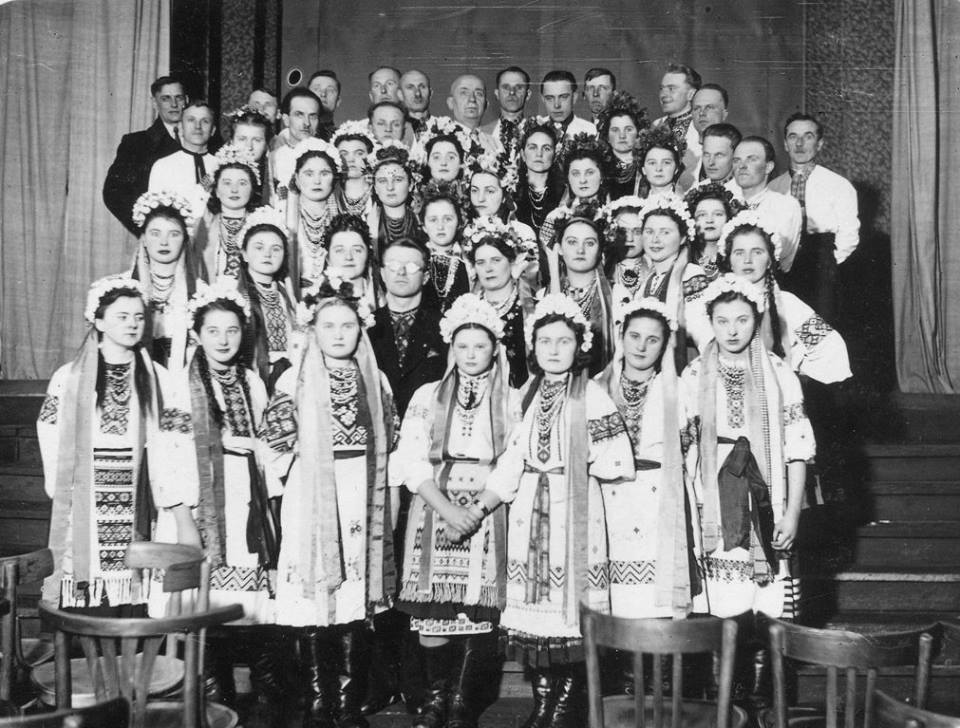
Хор Олександра Самохваленка. Грубешів, 1940 р.
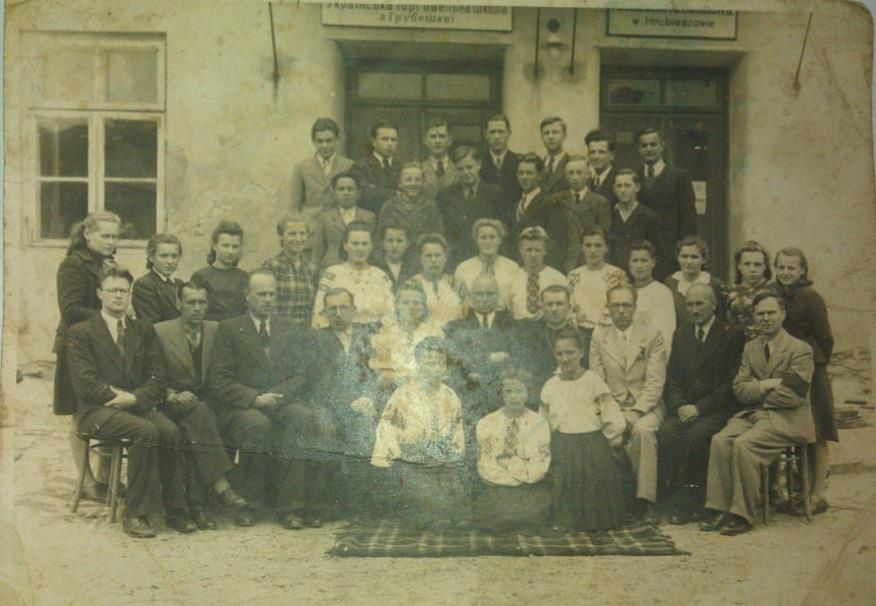
Грубешів у 1940-1944 рр. Українська торговельна школа
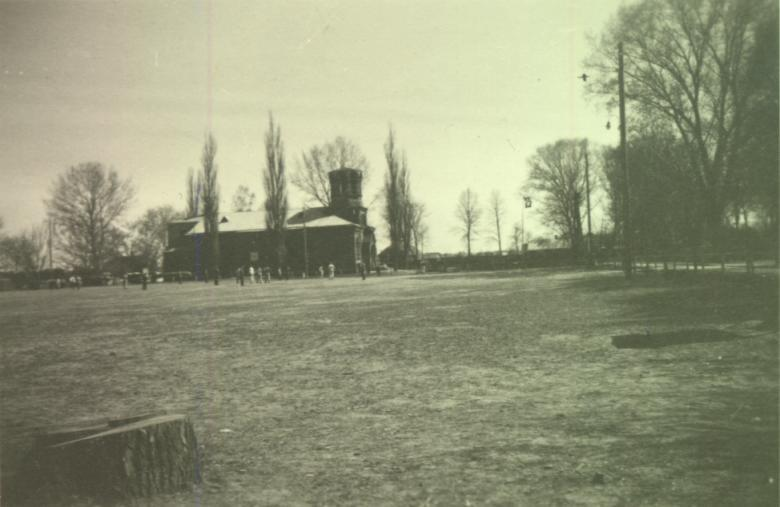
Грубешів.1942.Зруйнована церква св. Миколи Чудотворця
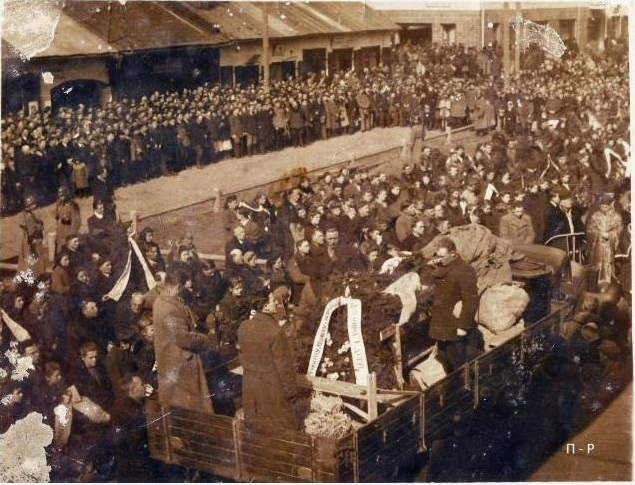
Грубешів, березень 1943 р., похорон вбитих поляками голови УДК М. Струтинського та командира Грубешівської української самооборони Я. Войнаровського
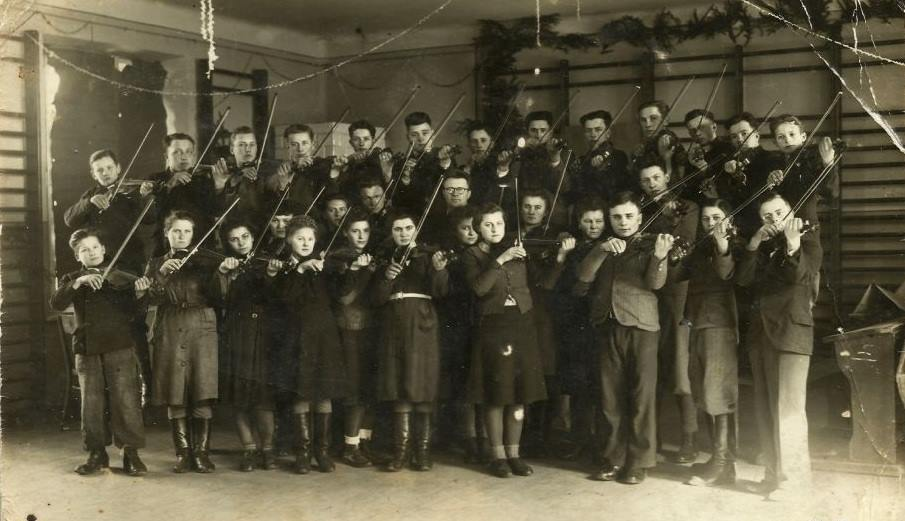
Грубешів, 1943 р. 3-й клас учительської семінарії.